# حصار بلفن
حصار بلفن أو حصار پليڤين (بالإنجليزية: Siege of Pleven)‏، كانت هي المعركة الرئيسية والأهم في الحرب العثمانية الروسية خلال الفترة الممتدة من عام 1877م واستمرت حتى عام 1878م والتي كانت قرب مدينة بلفن العثمانية (حالياً: بلفن، بلغاريا). خاضت هذه المعركة قوات الدولة العثمانية من جانب والجيش المشترك الروسي الروماني من جانب آخر. دافع الجيش العثماني عن المدينة بقيادة غازي عثمان نوري باشا. ضد الهجمات الروسية والرومانية اللاحقة لمدة 145 يومًا ما بين 19 يوليو و 10 ديسمبر 1877م، حيث صمد الجيش العثماني ودافع ضد تقدم الجيش الروسي الرئيسي لمدة خمسة أشهر خلال عدة معارك وصدّ ثلاث هجمات كبيرة من قبل الجيشين الروسي والروماني، ودافع بنجاح عن بلفن. لكن بعد كل هذه الهجمات نفد طعام القوات العثمانية وذخيرتها، كما أنهكها البرد القارس مع قدوم فصل الشتاء، فسلّم عثمان باشا المدينة للجيشين الروسي والروماني بعد فشل الهجوم الأخير الذي نظموه لكسر الحصار، وذلك في 10 ديسمبر 1877م. وكان هذا النصر حاسما لنتائج الحرب وانفصال بلغاريا عن الدولة العثمانية.

## الحصار
كان حصار پليڤين المعركة الرئيسية في الحرب الروسية العثمانية 1877م–1878م التي خاضها الجيش المشترك من روسيا ورومانيا ضد الإمبراطورية العثمانية. عبر الجيش الروسي نهر الدانوب، ثم تقدم نحو وسط بلغاريا الحديثة بهدف عبور جبال البلقان إلى إسطنبول، وتجنب الحصون العثمانية المحصنة على ساحل البحر الأسود. كان الجيش العثماني بقيادة عثمان باشا عائدا من صربيا بعد صراع هناك، وحُشد الجيش في مدينة پليڤين المحصنة، وهي مدينة محاطة بالعديد من المتاريس وتقع عند تقاطع طريق مهم.
بعد هجومين فاشلين، قرر الروس عدم شن المزيد من الهجمات، وبدء حصار المدينة وقطع طرق إمداد الغذاء والذخيرة عنها.
في بداية الحصار، تمكن الجيش الروسي الروماني من احتلال عدة معاقل حول پليڤين. حاول عثمان باشا كسر الحصار وأُصيب خلال المعارك ولكن دون جدوى. وفي النهاية، استقبل عثمان باشا وفداً برئاسة ميخائيل سيرشيز (Mihail Cerchez) وقبل شروط الاستسلام التي قدمها له. عندما استسلم الجنرال العثماني عثمان باشا وأعلن نفسه أسيرًا في 28 نوفمبر 1877م، سلم سيفه للجنرال الروماني ميخائيل سيرشيز قائد القوات الرومانية في پليڤين، ووُضع السيف في متحف بمنطقة «البوابات الحديدية» برومانيا، لكنه سُرق في عام 1992م.